# پایگاه هوایی کوکسیژد
پایگاه هوایی کوکسیژد (به انگلیسی: Koksijde Air Base) یک فرودگاه نظامی و همگانی است که یک باند فرود بله دارد و طول باند آن آسفالت متر است. این فرودگاه در شهر کوکسیژد کشور بلژیک قرار دارد و در ارتفاع ۶ متری از سطح دریا واقع شده است.